# Der Totmacher
Der Totmacher er en tysk film fra 1995 instrueret af filminstruktøren og manuskriptforfatteren Romuald Karmakar og med manuskript af Romuald Karmakar og historikeren Michael Farin.  
Filmens manuskript blev i 1997 brugt som forlæg for en teateropsætning og er siden blevet sat op gentagne gange, først og fremmest i Tyskland.

## Baggrund
Der Totmacher er den virkelige historie om købmanden og politistikkeren Fritz Haarmann, der i 1924 i Hannover blev dømt for at have voldtaget, myrdet og solgt kødet fra mindst 24 drenge og unge mænd. Fritz Haarmann blev før domsafsigelsen undersøgt i 6 uger af retspsykiateren Prof. Dr. Ernst Schulze med henblik på at fastslå om han var egnet til straf. Samtalerne mellem Schulze og Haarmann blev gemt i stenograferede protokoller. Disse 400 siders protokol ligger til grund for manuskriptets tekst, der udelukkende er en montage af udvalgte dele af Schulze og Haarmanns originale samtaler fra de 6 ugers undersøgelse i 1924. 
Af de oprindelige 400 siders protokol blev omkring 80 sider udvalgt til manuskriptets tekst.
Der Totmacher (Dødsmageren) var egentlig ikke det øgenavn offentligheden gav Fritz Haarmann, men det øgenavn der blev brugt om seriemorderen Rudolf Pleil, der hjemsøgte Tyskland i 1946-47. Haarmann blev berygtet som henholdsvis Varulven og Vampyren fra Hannover.

## Filmatisering
Filmen fra 1995 var instrueret af Romuald Karmakar. 
Manuskriptet skrev Romuald Karmakar  i fællesskab med historikeren Michael Farin.  
Rollebesætning:
- Götz George i rollen som Fritz Haarmann
- Jürgen Hentsch i rollen som Prof. Dr. Ernst Schultze
- Pierre Franckh i rollen som Stenografen
- Hans-Michael Rehberg i rollen som Kommissær Rätz
- Rainer Feisthorn i rollen som Lægen
- Matthias Fuchs i rollen som Dr. Machnik
- Marek Harloff i rollen som Kress
- Christian Honhold i rollen som Schweimler

## Urpremiere som skuespil
Urpremieren på Der Totmacher som skuespil var den 19. juli 1997 på Staatstheater Stuttgart i Stuttgart. Forestillingen var instrueret af Christian Pade.
Rollebesætningen (ufuldstændig):
- Andreas Lichtenberger i rollen som Stenografen
- Zvonimir Ankovic i rollen som Kress

## Danske opsætninger som skuespil
Danmarkspremieren på Der Totmacher, med undertitlen Vampyren fra Hannover, var den 28. september 2003 på Entré Scenen i Århus, som en co-produktion mellem Entré Scenen og teatergruppen Von Baden. Forestillingen var instrueret af Morten Lundgaard. Skuespillet var oversat af Henrik Vestergaard.
Rollebesætningen:
- Henrik Vestergaard i rollen som Fritz Haarmann
- Frederik Meldal Nørgaard i rollen som Prof. Dr. Ernst Schultze
- Anders Brink Madsen i rollen som Stenografen